# Norddal
Norddal este o comună din provincia Møre og Romsdal, Norvegia.